# 摄政企业
攝政企業（英語：Regency Enterprises），通常在銀幕片頭顯示為“攝政（Regency）”，是美國一家由艾農·米爾臣創建的娛樂公司。其所擁有著作權的影視作品在美國國內署名為“美國攝政娛樂股份有限公司（Regency Entertainment (USA), Inc.）”；而在美國以外的地區則署名為“君主事業有限公司（Monarchy Enterprises S.á.r.l.）”。攝政企業成立於1982年，其前身是攝政國際影業（Regency International Pictures）的前身；而攝政國際影業的前身則是大使國際影業公眾有限公司（Embassy International Pictures N.V.）。

## 公司歷史

### 起源（1982年－1991年）
艾農·米爾臣在1982年創建了屬於自己的電影公司，這家公司最初其名為“大使國際影業公眾有限公司”，直至7年後更名為“攝政國際影業”。該公司最初並沒有就其所製作的電影作品與拉德公司、哥倫比亞影業、三星影業、華納兄弟、試金石影業、韋斯頓影業、環球影業及二十世紀福斯影業等片廠公司簽署發行協議。
它製作了電影《美國往事》和《鐵案風雲》。
公司最終於1991年宣佈結業。

### 攝政企業及新攝政品牌（1991年迄今）
1991年1月5日，艾農·米爾臣企業與攝政國際影業聯合德國的斯克里巴與戴勒公司（Scriba & Deyle ）、法國的Canal+集團組建了投資6億美元的新公司並計劃在5年內投資製作20部電影；而這些電影都將交由華納兄弟負責發行。 艾農·米爾臣將重新組建的攝政國際影業更名為攝政企業，並成立了全新子公司——新攝政製作。

## 攝政電視
攝政電視是由攝政企業與福斯電視工作室於1998年成立的合營公司。攝政電視出品的知名電視劇包括在WB電視網播出的科幻電視劇《羅斯威爾》和在福斯電視網播出的情景喜劇《左右做人難》及《伯尼·麥克秀》。
2007年7月17日，攝政電視在運營近十年後宣佈關閉了其製作部門並結束所有業務。但在2011年1月17日，新攝政宣佈重返電視業務並將與20世紀福斯電視的發行合同延續到2022年。

## 投資項目

### 現有項目
- 新攝政製作（佔股80%）——由攝政企業與二十世紀影業成立的合資公司
- 攝政電視（佔股50%）——由攝政企業與第二十電視公司成立的合資公司

### 曾有項目
- 焦躁唱片（英语：Restless Records）：一家搖滾樂唱片公司，2001年出售給瑞科迪斯克（英语：Rykodisc）。
- 寶貝第一（英语：BabyFirst）：一家以0歲到3歲幼兒為目標的美國有線電視頻道，後售出給第一傳媒。

## 影視作品

### 攝政電視

#### 電視電影/試播集

##### 1990年代
| 發行日期     | 劇集名稱 | 首播頻道 | 聯合製作          |
| ------------ | -------- | -------- | ----------------- |
| 1999年5月9日 | 愛殺疑雲 | NBC      | 達恩·威古托夫製作 |

##### 2000年代
| 發行日期       | 劇集名稱                   | 首播頻道 | 聯合製作                         |
| -------------- | -------------------------- | -------- | -------------------------------- |
| 2000年12月20日 | 如何娶個富豪小姐：聖誕童話 | FOX      | 斯圖·西格爾製作 / 福斯電視工作室 |
| 2001年1月10日  | 多德森的旅行               | CBS      | 螢火蟲製作 / 福斯電視工作室      |
| 2003年9月1日   | 鐵面特警隊                 | Trio     | 華納兄弟電視公司                 |

## 外部鏈接
- 官方网站（英文）

Template:NavboxV2
#invoke: Navbox
#invoke:Portal bar
#invoke:Authority control